# Het Wijde
Het Wijde (Stellingwerfs: Et Wiede) is een meertje op de grens van de Friese gemeente Weststellingwerf en de Overijsselse gemeente Steenwijkerland.
Het meer ligt ongeveer tussen Wolvega en Oldemarkt. Door het meer stroomt de Linde. De vaargeul is met betonning aangegeven. In de Linde zijn vlak voor en na Het Wijde aanlegsteigers te vinden van recreatieschap Marrekrite.